# 野球
野球（、英: baseball〈ベースボール〉）は、2つの（基本的には9人編成の）チームが攻撃と守備を交代しながら、各頂点に4つのベースを持つ菱形の区画において得点を競い合うベースボール式スポーツである。「フィールド」や「野球場」、「スタジアム」と呼ばれる場所で行われる。イギリスからアメリカ合衆国に渡った移民が持ち込んだスポーツが元型・祖型になっているとされるが、1845年にアメリカで現在の形・ルールの基礎がつくられたことから、一般に同国が野球発祥の地とされている。1869年には最初のプロチームが生まれ、アメリカで有数の人気スポーツとなり、国民的娯楽となった。元々は21点先取制、勝敗だけでなく両チームの交流を図る意図もあり、試合後には親睦会がしばしば行われていた。

## 概説
野球は、2つのチームが攻撃と守備を交互に繰り返して得点を取り合い、得点数の多いか少ないかに基づいて勝敗を競う競技である。点数の多いチームが勝利を手に入れる。
1チーム9人ずつ（DH制を採用する場合は10人）で構成された2チームが守備側と攻撃側に分かれ、守備側の投手が投げたボールを攻撃側の打者がバットで打ち、設置された4つのベース（塁）を反時計回りに進み、一周することで得点を得る。両チームは攻撃と守備をそれぞれ交互に9回ずつ（7回以下ずつの場合もある,中学生以下の場合の公式戦では７回まで）行い、その間に挙げた得点の多さを競う。
4つのベースは、それぞれ一塁（ファースト・ベース）、二塁（セカンド・ベース）、三塁（サード・ベース）、本塁（ホーム・ベース）と言う。なお、大会やリーグによってルールの細部に相違点があり、たとえば予め定めた以上の一方的展開になった場合や気象条件等により途中で試合を打ち切るコールドゲームの規定、攻撃時に投手と呼ばれるポジションの選手の代わりに攻撃専門の選手を使う指名打者（DH）制度の有無、審判員の人数等細かな違いがあり、大会やリーグごとにそれぞれの環境に最適と考えられる制度を採用している。
アメリカが発祥の地および本場であり、アメリカのメジャーリーグベースボール（MLB）が主導している。他の国で行われる野球のルールも、基本的にはアメリカのベースボールのルールを模倣したり、アメリカでルールの修正・変更があれば、たいていはアメリカを「後追い」する形で修正・変更されたりしている。国際大会が開催される場合も、基本的にアメリカのルールが基準になっている。
「baseball（ベースボール）」という名称は、4つのbase（ベース）を使用するという特性を由来としている。なお、日本語の「野球」という名称は、明治期に日本で中馬庚が作った和製漢語である（後述）。
本記事では、野球という用語はbaseball（ベースボール）と全く同じ物を示す用語として定義の上で説明する。また、野球の亜種とはしっかり区別して説明する（野球とベースボールが違うものを示す場合はそれを明記の上個別に説明する。）。
本来のもの
発祥地であり、一番盛んな国であるアメリカのメジャーリーグベースボール（MLB）によって行われているベースボールが世界の野球の基準になっている。
発祥地で本場のアメリカではボール（球）はあくまで硬式である。硬式以外のボールを使うものは「別物」、別種の競技とされている。
アメリカでの球が具体的どのようなものか説明すると、MLBは最高級のボールを使っている。最適な革でくるみ、縫い目もしっかり巻くように縫われている。MLBの選手は最高レベルの技術でプレーするからその質に合わせたボールが使われるのである。なお、MiLB（Minor League Baseball マイナーリーグベースボール）ではMLBと比べて少し材質が劣るボールが使われている。
アメリカの高校野球や大学野球ではMLBと同じサイズのボールを使うが、密度はわずかに低い（少しだけ軽い）。そこでは金属バットが使われるのでそれに合わせて設計されている。
本場アメリカでは少年野球の段階から硬式を使う。少年野球の段階から柔らかいボールは使用しない。少年野球でも革でくるんだボールを使うが、芯はウール巻のものを使う。
日本でも、プロ野球や社会人野球、大学野球、高校野球においては本来の硬式野球が行われているが、中学以下は軟式も多く、別競技になってしまっている。

## 歴史
野球の起源は明確にはされていないが、イギリスの球技である「タウンボール」がイギリス系移民によってアメリカに持ち込まれた後に変化し、野球として形成されたと考える研究者が多い。1830年代から1840年代に原型が成立した後、主にアメリカの北部で盛んとなり、南北戦争（1861年 - 1865年）を機に南部にも伝えられたことでアメリカ全土において人気を博するようになった。19世紀後半を通じてルールに大幅な改良が加えられ、現在の形となった。
1869年には世界初のプロ球団であるシンシナティ・レッドストッキングスが設立され、1871年には世界初のプロ野球リーグであるナショナル・アソシエーションが設立された。このリーグ自体は5年で破綻したものの、1876年にはこれを引き継ぐ形でナショナルリーグが設立され、MLBが成立した。この頃、日本を訪問したアメリカ人によって日本に野球が伝えられた。

## 規則

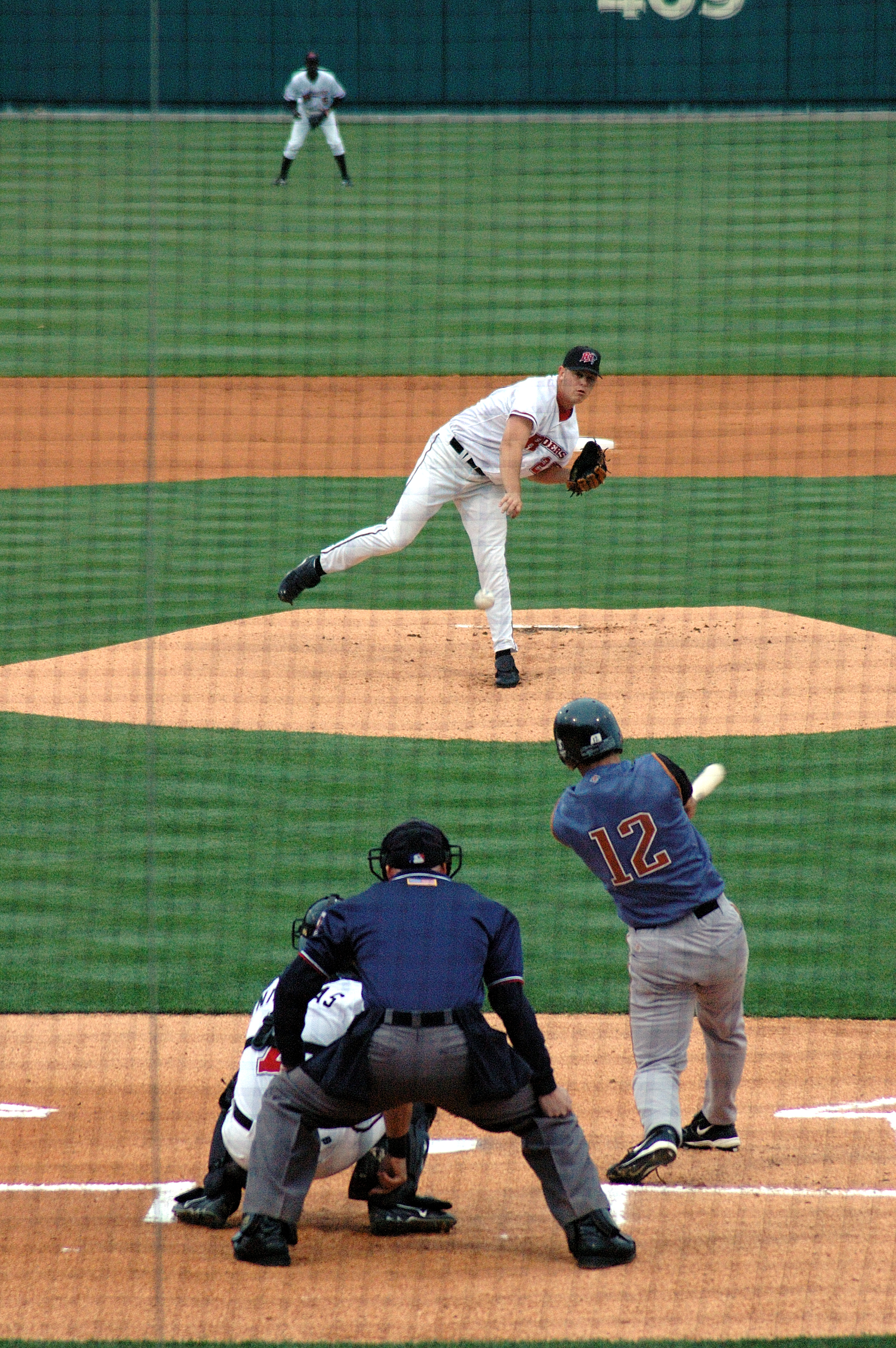
投手と打者の対戦

2つのチームが攻撃と守備を交互に繰り返して勝敗を競う。ルールは本場アメリカのMLBで適用される「Official Baseball Rules」が事実上の世界基準となっている。世界野球ソフトボール連盟（WBSC）の「Official Rules of Baseball」や各国の国内ルールも、原則それに沿った内容になるように整備されており、日本の公認野球規則も原則的にMLBルールに合致した内容になるように「Official Baseball Rules」を基本的には翻訳したものである。

### 試合形式
攻撃側は、相手チームの投手が投げたボールを打って、一塁・二塁・三塁・本塁をまわることで得点を得る。守備側は相手チームの走者が本塁に到達しないように打者や走者をアウトにする。相手チームの選手を3人アウトにできれば、攻撃に移ることができる。攻撃と守備の一巡はイニングと呼ばれる。一試合は9イニングからなり、得点の合計が多いチームが勝者となる。両者の得点が等しい場合は、延長戦を行う、引き分けとするなどルール体系によって対応が分かれる。
U18カテゴリーで9イニング制は、メキシコ、パナマ、プエルトリコが採用している、7イニング制は、コロンビア、ベネズエラ、ブラジル、キューバ、ニカラグア、ドミニカ共和国、アメリカ、台湾、オーストラリア、韓国が採用している。

各チームの目的は「より多くの得点を得て、勝つこと」であり、公認野球規則1.05には「各チームは、相手チームより多くの得点を記録して、勝つことを目的とする。」と明記されている。規則書に「勝つことを目的とする」と明確に表記されていることは、野球のルールの際立った特徴の一つでもある。

### チーム編成
1チームは選手9人（指名打者制を採る場合は10人）と監督、コーチなどで編成される。試合にはそれ以外にも控え選手がおり、日本のプロ野球では16人、日本の高校野球では11人まで控えとして途中からの試合出場ができる。しかし、一度交代により退いた選手は、その試合中は再び試合に出ることはできない。（交代させずに）守備位置を変えることは可能である。また、守備位置を交代しても再び交代する前の守備位置に戻ることは可能である。

## 用具
野球を行うにあたっては、様々な用具が必要であるが、選手が野球を行う上で必要となる用具のうち、代表的なものについて述べる。詳しくは各項目を参照のこと。

### バット
バットは滑らかな円い棒であり、打者が投球を打ち返すための用具である。

### グラブ（グローブ）・ミット

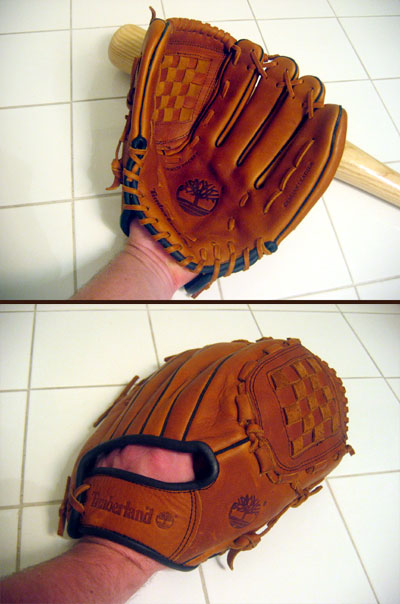
グラブ

グラブやミットは、投球、打球、送球を受けるための革で作られた用具である。形状によってミットは捕手用のキャッチャーミット・一塁手用のファーストミットの2種類があり、グラブには 投手用・二塁手用・三塁手用・遊撃手用・外野手用・満遍なく使えるオールラウンド向け等、数種類に分類することができる。そのそれぞれについて、右投げ用（左手に着用）・左投げ用（右手に着用）・両投げ用が存在する。グラブはどの形状でもすべてのポジションで使用できるが、ミットに関しては捕手と一塁手の使用についてのみ、公認野球規則の3.04、3.05にそれぞれ規定されている。投手が着用するグラブについては、グラブ全体が一色であり、商標・マーク類は白色・灰色以外であること、グラブにグラブの色と異なるものをつけてはならないことといった制限がある。

### スパイクシューズ
野球用の靴でスパイク部分は金属または樹脂を使用している。少年野球では危険なため、樹脂製スパイクを使用している場合が多い。スパイク部分が取り外し可能なものもある。また、ピッチャーが利き足のシューズの先端に、保護革（P革）をつけることがある。これは投球時、ピッチャーが後ろ足（利き手と同じ側の足）でマウンドを蹴りシューズがすり減る事を防ぐため。バッティングや送球でも同じ現象が起きるためか、野手がこの保護革をつけることも多い。

### 捕手の防具
マスク（面）前頭部、顔面、喉を保護するために装着する。
プロテクター肩、胸、腹を保護するために装着する。
ファウルカップ股間周辺を保護するために装着する。
レガース膝から足首までを保護するために装着する。

### ロージンバッグ（ロジンバッグ）
滑り止めの白い粉が入った袋。主にピッチャーが用い、マウンドに置いてある。打者が使用する場合もあり、ネクストバッタースボックスにも置いてある。

### ユニフォーム
同じチームの選手・監督・コーチなど競技に参加する者は、同色・同形・同意匠のユニフォームと野球帽を着用する。原則として全員（少なくとも選手）の背中には背番号をつける。アンダーシャツ、ストッキング、ベルトは同色での着用が必要。スパイクもユニフォームの一部に相当するため、チームで同色にそろえる必要がある。プロ野球においてはプレイングマネージャーやベースコーチに立つ場合を除き監督がユニフォームを着ない場合がある。ボールが胸部に当たると心臓に負担が掛かり倒れてしまう（死亡・重傷事故の例もある）ことがあるので、胸部の部分にパッドを付けることが推奨されている。

## グラウンド
野球に使われるグラウンドと付帯設備は野球場もしくは球場と称される。4つのベースを結ぶ正方形内は内野と呼ばれ、またその形状から「ダイヤモンド」とも呼ばれる。内野とランナーコーチボックス、ネクストバッターサークルの距離は公認野球規則で決められているが、グラウンドの大きさについては球場によって異なる。「内野」は規則上は正方形内と定められているが、慣習的には内野手が普通の守備行為を行う守備範囲も含める。

## ポジション
| 攻守 | 日本語での名称   | 日本語での名称         | 英語での名称      | 英略字 |
| ---- | ---------------- | ---------------------- | ----------------- | ------ |
| 守備 | バッテリー       | バッテリー             | battery           |        |
| 守備 | 1                | 投手（ピッチャー）     | pitcher           | P      |
| 守備 | 2                | 捕手（キャッチャー）   | catcher           | C      |
| 守備 | 内野手           | 内野手                 | infielder         | IF     |
| 守備 | 3                | 一塁手（ファースト）   | first baseman     | 1B     |
| 守備 | 4                | 二塁手（セカンド）     | second baseman    | 2B     |
| 守備 | 5                | 三塁手（サード）       | third baseman     | 3B     |
| 守備 | 6                | 遊撃手（ショート）     | shortstop         | SS     |
| 守備 | 外野手           | 外野手                 | Outfielder        | OF     |
| 守備 | 7                | 左翼手（レフト）       | left fielder      | LF     |
| 守備 | 8                | 中堅手（センター）     | center fielder    | CF     |
| 守備 | 9                | 右翼手（ライト）       | right fielder     | RF     |
| 攻撃 | 打者（バッター） | 打者（バッター）       | hitter            |        |
| 攻撃 |                  | 指名打者（DH）         | designated hitter | DH     |
| 攻撃 |                  | 代打（ピンチヒッター） | pinch hitter      | PH     |
| 攻撃 | 走者（ランナー） | 走者（ランナー）       | runner            |        |
| 攻撃 |                  | 代走（ピンチランナー） | pinch runner      | PR     |

- 表中の数字は守備番号を示す。
- バッテリー（投手と捕手）を内野手の一員とみなす場合もある。

## 審判員

### 構成
野球における審判員は、試合の進行や、投手の投球、本塁における判定を主に担当する球審（英: umpire-in-chief; plate umpire）と、各塁における判定を行う塁審（英: base umpires）、必要に応じて外野に外審（英: outfield umpires）を配置する。
一般には球審1名と各塁の塁審3名の4人で審判団を作ることが多いが、重要な試合では外審2名を加えて6人で審判団を作ることもある。試合によっては塁審の人数が2名ないしは1名になることもあれば、球審だけ（塁審なし）で審判を行うこともある。

### チャレンジシステム
MLBでは2014年度より審判員に加え、ニューヨークにある映像センターでのインスタントビデオ判定を採用している。監督は審判員の判定に異議がある場合、1試合で1回まで（特別な試合では2回）要求することができる。もし、リクエストが成功すると、残りのリクエスト数は減らされない。7回以降は審判も要求することができる。またNPBでも、2018年度より各チーム1試合で2回までビデオ判定を行える「リクエスト制度」が導入されている。

## 試合の展開

### 戦略と戦術
野球には数多くの戦略と戦術が生み出された。その一部を以下に記す。詳細はそれぞれの項を参照のこと。
- スモールボール - かつてドジャース戦法と呼ばれた
- ビッグボール -出塁率、四球や長打力重視する戦略
- プラトーン・システム - 選手を使い分ける戦術
- スクイズプレイ - 攻撃側のプレイ
- ヒットエンドラン - 進塁を狙う戦術
- ピッチアウト - 守備側のバッテリーが採る戦術
- タッグアップ - 走塁戦術
- オープナー - 投手の起用法

### データと野球
野球は、他のスポーツに比べて豊富な記録・統計が取られることから、数値化に適したスポーツであり、19世紀以来、有力選手の各種記録が試合結果と同様にファンに楽しみを提供してきた。
20世紀後半に入ると、それらの記録を統計学的見地から客観的に分析し、選手の評価やチームの運営・戦略を考察する「セイバーメトリクス」が提唱され、20世紀末以降、本格的に導入するチームが増加している。中でも、2000年代初め頃のオークランド・アスレチックスがビリー・ビーンGMの下でセイバーメトリクスを軸とした低予算でのチーム運営によって黄金期を築いたことで広く受け入れられるようになり、この際ビーンが提唱した画期的な戦術は、ビーンの活動の様子を描いたノンフィクション書籍の名をとって「マネー・ボール」として認知されている。
さらに、21世紀に入ると、軍事技術を応用したスタットキャストやトラックマンといった計測機材・システムが導入されたことにより、より詳細で精緻なデータ計測・分析の他、選手やボールの動きを数値化することで選手のプレーや能力そのものの改善に繋げることが可能となっており、特にMLBにおいてプレースタイルや戦術の傾向の変化に大きく影響を及ぼしている。

### 試合展開上の問題点

#### サイン盗み
第二次世界大戦後、中堅の観客席から望遠鏡を用いて捕手のサインを盗み見し、それをバッターに伝達するという手法が定着した。その後、スコアボード（各チームの各得点などを表示する大きなボード）の裏に潜んだ職員がサインを盗み、何らかのシグナルを送り打者に伝える形が生まれ、1970年代のインディアンスでは球場に設置されたチームロゴである先住民の目が開けば直球、閉じればカーブ、という形で伝達が行われていた。MLB、NPB、日本の高校野球などでもサイン盗みでトラブルになることがしばしばある。最近では、メジャーリーグで、アストロズによるサイン盗みが大問題となっている。球団史上初の世界一に輝いた2017年から翌18年にかけてサイン盗みを行っていたとされており、すでにMLBが処分。球団はジェフ・ルーノー前GM（ゼネラルマネージャー）とAJ・ヒンチ前監督を解雇したものの、2021年もまだ不正行為を続けていたと他球団の選手が指摘するなど、騒動は収束する気配がない。
そのやっかいな問題を解決するために、MLBは、2021年夏には、キャッチャーがピッチャーへ指示を伝えるための電子機器（ピッチコム）のテストを開始し、2022年のシーズンからその電子機器を正式に導入した（それを使いたいバッテリーつまりキャッチャーとピッチャーが使う。従来通りのサインでいいと考えるバッテリーは使わなくてもよい）。キャッチャーの腕にボタンが多数配置された送信専用機を巻き、ピッチャーの帽子の中に小型受信機を配し帽子の小型スピーカーから小さな音量の音声が流れる（他の選手には聞こえないくらい、小さな音が流れる）。

#### 本塁でのクロスプレー

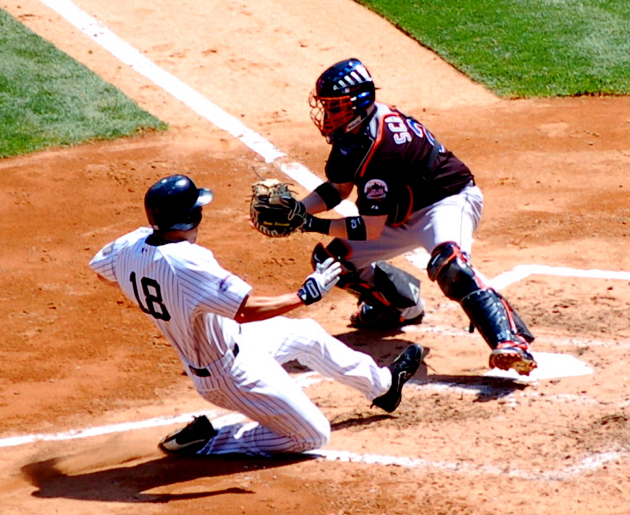
本塁に突入する走者と阻もうとする捕手

捕手と走者の本塁突入をめぐるクロスプレーは、かつてコンタクト（接触）に関するルールが無く、激しい衝突が多かったが、それにより負傷するケースが後を絶たず、選手の安全のためコリジョンルールが制定され、採用されるようになった。

## 野球組織
国際野球連盟（IBAF）を中心として、特に野球が盛んなアジア、アメリカを始め、 ヨーロッパやアフリカにも地域単位での連盟・協会が存在する。さらにその傘下に各国の連盟・協会が設置されており、各国内のリーグ運営や活動を統括している。

## 各地域の野球
世界では主に北米のアメリカ合衆国・カナダ、欧州ではオランダ・イタリア、中南米のキューバ・ドミニカ共和国・ベネズエラ・メキシコ・プエルトリコ・ニカラグア・パナマ・オランダ領アンティル、コロンビア、東アジアの日本、大韓民国、台湾などで盛んである。とりわけパナマ、キューバ、ドミニカ共和国、ベネズエラ、ニカラグア、台湾においては、事実上の国技として親しまれており、日本でも非常に人気の高いスポーツであることから、「国民的スポーツ」のひとつとされている。

### 北米

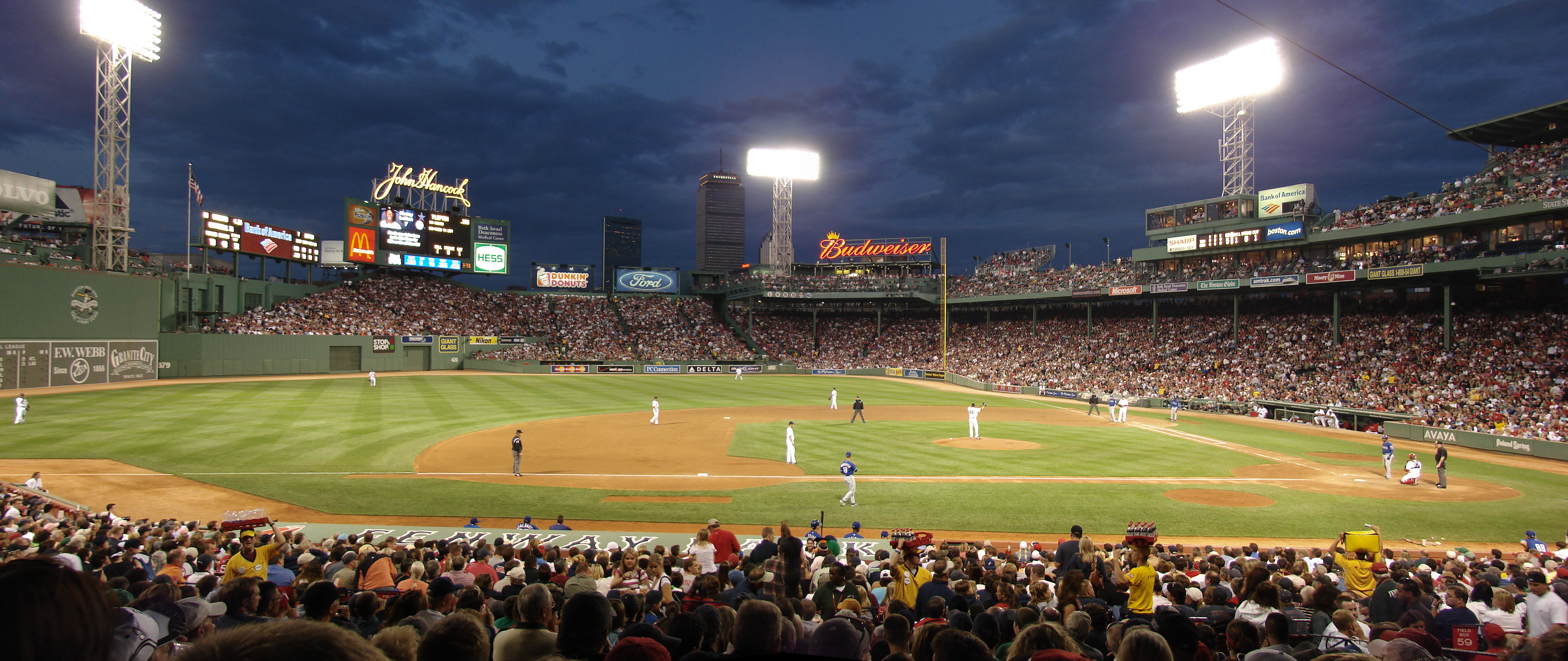
フェンウェイ・パーク（アメリカ合衆国、ボストン）

アメリカ野球学会によると、ジャッキー・ロビンソンがデビューした1947年、アフリカ系米国人選手の割合は全体のわずか0.9%。徐々に比率は増し、62年には10.1％と初めて1割を超えた。81年には過去最高の18.7%に上った。だが、その後は伸び悩み、2005年には9.1%と1割を切り、昨季は6.7%と過去60年で最低に並ぶ数字となった、メジャーリーグでは、有望選手でも多くは高校卒業後にマイナー契約からメジャー昇格を目指すのが基本線。低所得者層のアフリカ系も少なくない中で、「アメリカンドリーム」をつかむには、安月給で移動も過酷な下積みを経験する道のりが待っている。　

### 韓国

#### 近況
韓国では青少年少女の人気スポーツとなっている。1982年のKBOリーグは総観客数143万人だったが、2012年には700万人を突破し、2016年には観客動員数800万人超えを記録。動員数は世界のプロスポーツリーグ上位10位内に入っている。また、プロアマともに数々の国際大会で好成績を残している。その一方で、競技人口自体はさほど多くないのが特徴であり、それはアマチュア野球の段階で行われる少数精鋭化が要因である。

### ヨーロッパ
ヨーロッパではサッカーが最も人気のあるスポーツであるため、野球はマイナースポーツであるが、欧州野球連盟には39か国が加盟しており、その中でイタリアとオランダ、ドイツの3か国ではプロリーグが存在している。
オランダ王立野球・ソフトボール協会は、野球の問題点を明らかにするためにアンケートを行い「他競技に比べ、運動量が少ない」「専用のグラウンドが必要である」「ルールが複雑である」「人数を集めるのが大変」など数多くの課題が上がり、これらの課題を解決するために野球をより簡略化したスポーツ「BeeBall」を考案した。

### その他の地域
オーストラリアでは1850年代にアメリカ合衆国から金鉱に来た鉱夫により、野球がもたらされた。1989年に最初のオーストラリアン・ベースボールリーグ(en）が発足したが、11年で終了した。その後2010年からMLB機構も支援する形でオーストラリアン・ベースボールリーグが発足している。
アフリカでは、オーストラリアと類似した沿革を持つ南アフリカで比較的早く野球がある程度の広がりを見せたが、それ以外の地域については普及途上である。詳細はアフリカの野球を参照。
中東地域では、2024年よりベースボール・ユナイテッドの名称でプロ野球リーグが発足する予定で、2023年11月にはプレ大会としてのショーケースが開かれている。

## 国際大会
ワールドカップ （IBAF）
IBAFワールドカップ（Baseball World Cup）は、1938年から2011年まで開催されていた野球の国際大会である。国際野球連盟（IBAF）が、野球における世界選手権として主催していた。
ワールド・ベースボール・クラシック（WBC）
1990年代後半から、メジャーリーグベースボールにおいてアメリカのみならず東アジアや北中米カリブ海諸国出身の選手の増加が進むなど、世界各国で野球人気の拡大があり、これをうけて2005年5月にMLB機構が「ワールド・ベースボール・クラシック」と称する野球の世界大会を開催することを発表した。2006年3月に16か国・地域が参加し、第1回大会が開催された。その後、2009年に第2回大会を開催し、以後概ね3 - 4年に1回、2023年までに計5回の大会が開催されている。IBAFは2011年限りで廃止したワールドカップに代わり、2013年の第3回大会よりWBCを世界選手権として公認した。また、同大会より予選が開催されている。
WBSCプレミア12
WBSCプレミア12は、IBAFの後継組織である世界野球ソフトボール連盟（WBSC）が主催する旗艦大会であり、原則4年に1回開催される。世界大会の再編により新設され、2015年11月に第1回大会が日本・台湾で開催された。その後、2019年には夏季オリンピック予選を兼ねて第2回大会が開催された。アンダー世代を含めた国際大会成績によるランキングシステムであるWBSC世界ランキングの順位により、上位12か国・地域の招待制で行われることから、「野球国力」を競う大会として位置づけられている。
夏季オリンピック
夏季オリンピックでは、野球は1904年セントルイスオリンピック、1984年ロサンゼルスオリンピック、1988年ソウルオリンピックなどで公開競技として採用されたものの、正式競技として採用されるのは1992年バルセロナオリンピックからとなった。だが、環太平洋地域以外で盛んではないという理由で国際オリンピック委員会（IOC）は2008年北京オリンピックを最後にオリンピック競技から野球とソフトボールを外すことを決定した。これに対し、日本野球機構など各種団体は2016年度以降の野球競技復活をめざしキャンペーンを行ったものの、2016年リオデジャネイロオリンピックにおいては復活は見送られた。しかし、2020年の東京オリンピックでは男子野球は同じ競技扱いとなった女子ソフトボールとともに追加種目として実施が決定した。その後、2024年パリオリンピックでは実施が見送られ、2028年ロサンゼルスオリンピックでは追加競技として開催が決まっている。

## 野球文化

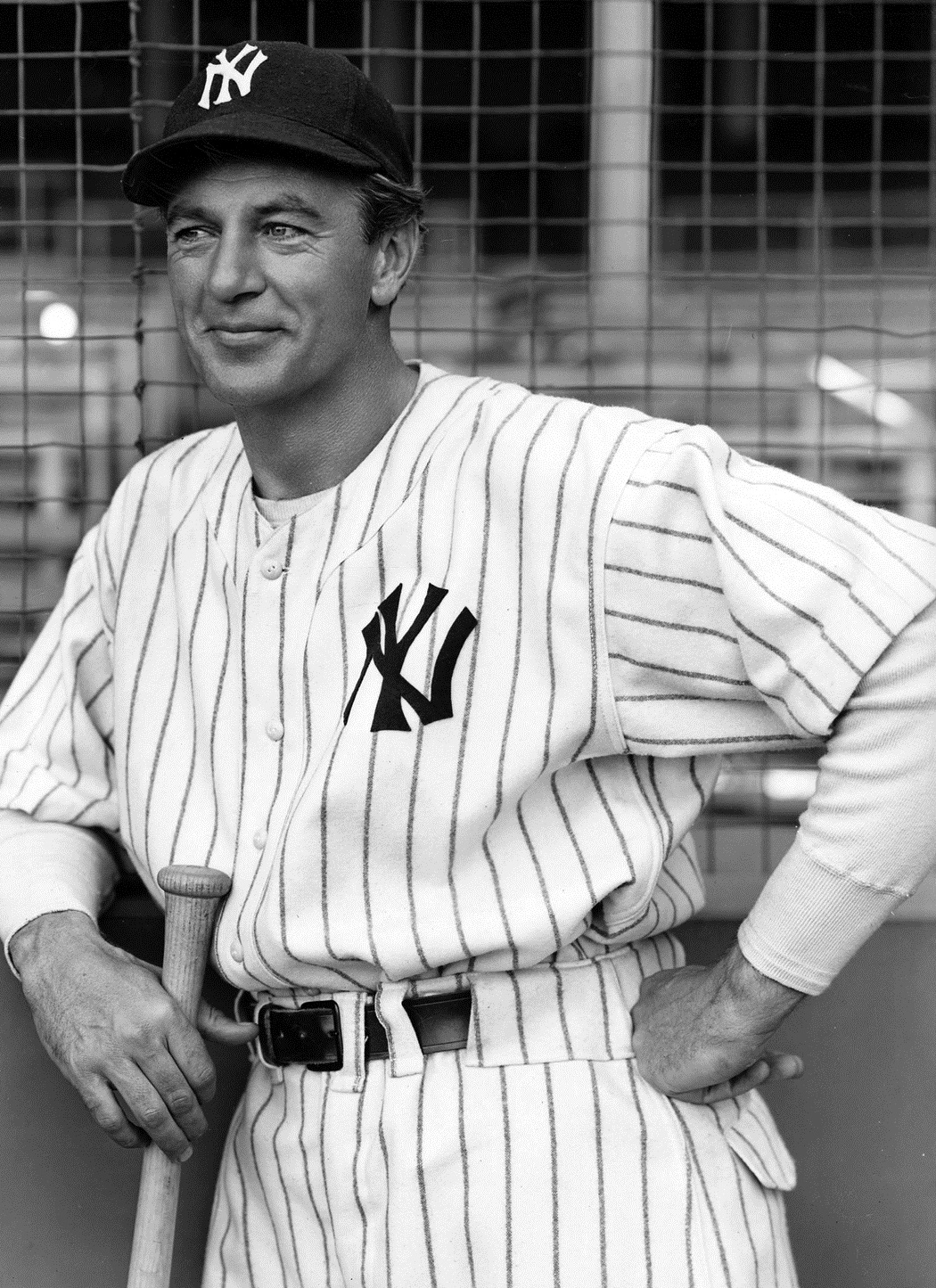
映画『打撃王』の広報用写真（1942年）

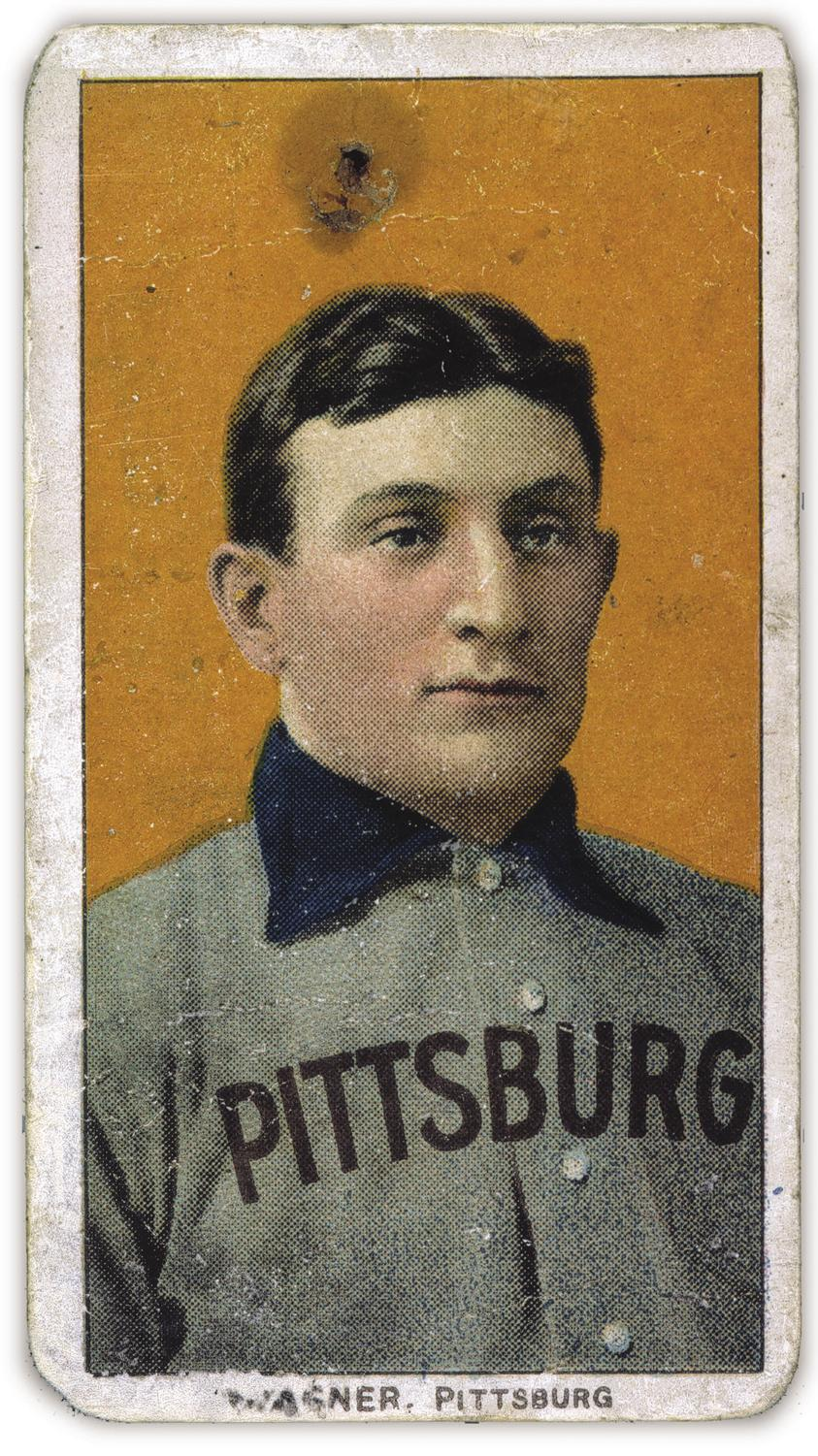
1909年に発売されたホーナス・ワグナーのベースボールカード『T206 ホーナス・ワグナー』）。入手が困難で希少価値が高く、2007年にベースボールカードとしては史上最高額の235万ドル（約2億8千万円）で落札された。

### 野球の人気度

#### アメリカ
アメリカでの野球人気は中長期的に低落傾向にある。ギャラップの世論調査によると、1960年には最も人気のあるスポーツであったが、1972年にはアメリカンフットボールに抜かれ、2番人気に転落した。2013年には1番人気のアメリカンフットボールに対し、3倍近いポイント差をつけられている。伝統的に「国民的娯楽」と見なされていたが、2015年のブルームバーグの世論調査によると、アメリカ人の67%がアメリカンフットボールを国民的娯楽と見なしている一方、野球は28%に甘んじている。大手世論調査会社のギャラップは2024年、アメリカの人気スポーツの世論調査結果を公表した。アメリカンフットボール(41%)が首位であり、2位に野球(10%)、3位にバスケットボール(9%)、4位にサッカー（5%）が続いた。
ワールドシリーズの全米視聴率は2012年には史上最低の平均視聴率を記録したが、2016年は第1戦から高視聴率を記録。第7戦では視聴率25.2%、総視聴者数4000万人に達しており、ここ25年間で最高を記録している。また、視聴率調査大手のニールセンによると、2015年時点での野球の視聴者は、55歳以上の割合が50%であったが、その10年前の2005年は41%であったことからも高齢化は顕著である。MLBのポストシーズン・ゲームの視聴者の6歳から17歳の若年層が占める割合はここ10年で7%から4%まで落ち込んでいる。ESPNの「若者が好きなスポーツ選手トップ30」にも、初めて野球選手が1人もランクインしなかった。SFIAの調査によれば2009年の6歳から17歳までの野球人口は701万2000人であるのに対し、2014年では671万1000人となっている。また、この調査によるとアメリカンフットボールやバスケットボールと言ったメジャースポーツも競技人口が減少しており、ラグビーやラクロスといった、今までアメリカではマイナーとされてきた競技が競技人口を増やしている。
MLBでは観客動員が特定の球団では激減し、MLB関係者は危機感を募らせている。近年は「北米4大スポーツ」の他の競技の人気向上・競技人口増加によって市場占有率を奪われつつある。そんな中で、MLBは2017年には約7316万人（1試合あたり3万0132人）を動員。競争が厳しい中、何とか横ばいの数字を維持してきた。

#### 日本
日本プロ野球の観客動員数は2015年途中時点で読売ジャイアンツ以外の11球団が前年比で増加した。また同年オリックス・バファローズ、広島東洋カープはシーズン途中時点で史上最多の観客動員数を記録した他、同年シーズンの総観客数がセ・リーグが1351万900人と実数発表となった2005年以降で最多を記録。2016年にも交流戦の観客動員数において過去最多となる1試合平均2万9447人を記録する。以降もNPBでは観客動員数の増加が見受けられており、地元密着を主眼とした各球団の企業努力の成果とする向きもある一方で、その実態はあくまで「各フランチャイズ地域内でのリピーター増加を意味するものであり、『球団がない地域』を含む全国的な野球人気向上には繋がっていない」「新規のファンは増えていない」とする調査・分析もある。
2010年には史上初めて日本シリーズの地上波全国中継が3試合無くなった。日本テレビ副社長の舛方勝宏は「割り切っていえば、BSの普及のためにはいい。野球はBSのソフトとしては強力になってきた」と話し、「働き盛りの人は午後7時台に家に帰っていない。そういう状況で地上波では数字（視聴率）がとれなくなってきている。試合開始からじっくり見る団塊世代の人は、BSで見ている」と見解を示している。

#### 台湾
台湾では1990年代後半から野球賭博や八百長が多発したことから、特に プロ野球（CPBL）の人気が大きく低下。チーム数も1997年の11球団をピークに減少し、2009年には創設時（1990年）と同じ4球団となったが、野球人気の再燃などもあり2019年に味全ドラゴンズが加盟、2024年には台鋼ホークスが加盟した。これにより、チーム数は6球団となった。

#### 韓国
韓国では青少年少女の人気スポーツとなっている。1982年のKBOリーグは総観客数143万人だったが、2012年には700万人を突破し、2016年には観客動員数800万人超えを記録。動員数は世界のプロスポーツリーグ上位10位内に入っている。ただし、その人気・実力に対して国内の競技人口は比較的少なく、日本が高校硬式野球部加盟校4,021校、部員数168,898人であるのに対し、韓国の高校野球部は67校、部員数は約2,400人である。もっとも、この傾向は野球に限ったことではなく、韓国には日本のような趣味的要素を含む部活動がほぼ存在せず、アマチュアの段階で少数精鋭化が行われるのが要因であるとされる。少数精鋭によるエリート教育はいわば韓国の文化であり、実際にプロアマともに数々の国際大会で好成績を残しているなど一定の成果を上げていはいるものの、「裾野を狭める」「メダル至上主義である」といった批判もある。

### 試合観戦
試合はイニング制を採用している。サッカーやバスケットボールのような時間制ではないため、試合の展開により試合時間に大きな幅があるが、概ね1試合2時間 - 3時間程度である（MLBでは決着が付くまで無制限の延長する）。2010年までの日本のプロ野球においては12回で決着がつかなければ引き分けにしていた。しかし、2011年に東日本大震災が発生しその影響により試合開始から3時間30分以内で決着がつかない場合は引き分けとなりこのルールは2012年シーズン終了まで採用された。なお、2013年シーズンより元の「12回で決着がつかなければ引き分ける」のルールに戻った。MLBやNPBなどのプロリーグでは年間140試合を超える多数の公式戦を行うことで大きなビジネスとなっている。

#### アメリカ
アメリカでは、ファウルボールが観客に直撃するアクシデントが立て続けに起こっている。「ファウルボール訴訟」が多発しているが、「危険があることを予め承知してスタジアムに来る」として、観客がケガしても球団側は免責されるケースが大半である。観客席以外でファウルボールによって負傷した場合は訴えが認められることがあるが、基本的には裁判しても勝ち目はない。

#### 日本

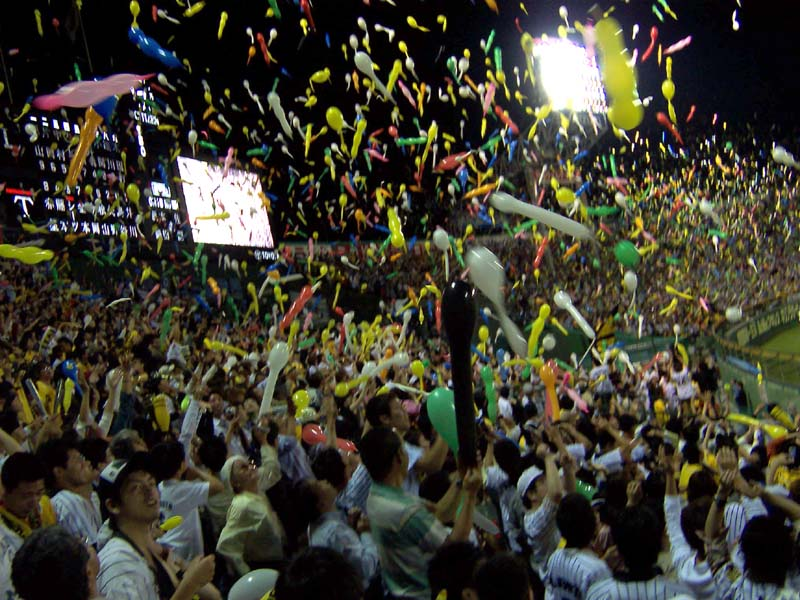
阪神ファンの風船を使用した応援（阪神甲子園球場）

野球観戦における日本独自の文化としては、応援団主導の楽器や応援歌を用いたいわゆる「鳴り物応援」がプロアマ問わず定着していることが挙げられる。起源については様々な説があるが、プロ野球においては1970年代の広島東洋カープが選手に対する個別応援歌を用いての応援を始めたとされる。ただし、日本独自の文化として肯定的に取り上げられる一方で、「妨害行為・迷惑行為である」など否定的な意見も少なくない。

### 競技人口

#### 日本
日本における野球は、実際に参加するスポーツというよりは、観戦スポーツとして楽しむ人が多い傾向にある。レジャー白書2005によると、2004年時点の「野球・ソフトボール用品」に対する出費は、990億円である。「球技スポーツ用品」に対する出費6640億円の15%を占めている。
「クラブ・同好会」の形で楽しむスポーツとしては一定の地位を占めている。内閣府による「体力・スポーツに関する世論調査」（2007年2月調査）では、クラブ・同好会に加入している男性のうち、22.7%が野球クラブ・同好会に加入しており、2位のゴルフ、5位テニスよりも多い。ただし、女性は5位までに含まれていなかった。
文部科学省の「我が国の体育・スポーツ施設」（平成16年3月）によると、「職場スポーツ施設」（8286カ所）においては全8286施設のうち13%（第2位）を「野球場・ソフトボール場」が占め、内閣府の統計と合致する。
日本では伝統的に野球が盛んだが、中学生の野球チームに所属する少年の数は2009年から14年までに28%減少したことが、公式統計で明らかになった。全日本軟式野球連盟の小学生の軟式野球登録チーム数を見ても、2010年に1万4824チームから、2014年には1万2663チームまで減少し、高校野球においても、硬式野球の全国の野球部員数は1997年の14万201人を底に一旦は増加に転じ2014年には史上最多となる17万312人に達するも、同年を頂点に再び漸減傾向にある。軟式に至っては、1990年度の1万9915人を頂点に右肩下がりの減少を続け、2016年度の部員総数は1990年度のほぼ半数の人数にまで減少している。

## 野球を題材にした玩具と作品
1886年、アメリカではタバコのおまけとして野球選手の姿を画いたカード（シガレットカード）であるベースボールカードを付けることが流行した。以後、ベースボールカードはトレーディングカードの一分野として人気がある。
パチンコやスマートボールに野球の要素を取り入れたボードゲームに野球盤がある。日本ではエポック社が1958年より生産、販売し続けている。
1960年代の日本ではちばてつや『ちかいの魔球』や梶原一騎『巨人の星』が嚆矢となり、少年漫画の一ジャンルとして野球漫画が流行した。1970年代には水島新司『ドカベン』が、1980年代にはあだち充『タッチ』が、2000年代には森田まさのり『ROOKIES』などがそれぞれ人気を博し、アニメ化や実写映画化がなされている。女子が野球をする作品は、例えば『大正野球娘。』、『八月のシンデレラナイン』、『球詠』、『花鈴のマウンド』などがあり、少女の野球人口増加に一役買っている。
アメリカでは映画のジャンルとして野球映画が継続して制作されている。1942年公開の『打撃王』はアカデミー賞を受賞している。この他には1984年公開の『ナチュラル』と1989年公開の『フィールド・オブ・ドリームス』もそれぞれアカデミー賞にノミネートされている。アメリカン・フィルム・インスティチュート（AFI）が「AFIアメリカ映画100年シリーズ」の一環として選定したスポーツ分野のアメリカ映画トップ10では『打撃王』が3位、『さよならゲーム』が5位にそれぞれランクインしている。また、『がんばれ!ベアーズ』や『メジャーリーグ』などは何度も続編やリメイクが制作されている。
1983年に任天堂からファミリーコンピュータが発売されると、同年の内に野球を題材としたゲームソフト「ベースボール」が発売され人気を博した。以後、日米で「プロ野球ファミリースタジアム」シリーズや「実況パワフルプロ野球」シリーズ、「MLB The Show」シリーズなどの野球ゲームが継続して生産、販売されている。

## 野球界を取り巻く問題

### 賭博と八百長
野球の試合結果を利用した（日本においては非合法な）賭博が一部の人間の間で行われている。そのほとんどは野球界とは無関係な人間によるものだが、野球界自身の人間も関わっていることが判明した事件もある。その一部を以下に記す。
- 1919年 - メジャーリーグベースボールでブラックソックス事件が起きた。
- 1969年〜1971年　日本プロ野球で黒い霧事件が起きた。
- 2009年 - 台湾プロ野球で台湾黒社会が取り仕切る賭博に伴う八百長問題が発覚した。
- 2012年 - 韓国プロ野球で韓国プロ野球八百長事件が起きた。
- 2015年10月 - 読売ジャイアンツ所属の現役選手3名（福田聡志、笠原将生、松本竜也）が、野球賭博（読売ジャイアンツ所属選手による野球賭博問題）に関与していたことが、日本野球機構の発表で明らかとなった[76]。

## 類似競技

### 野球とは異なる起源を持つ競技
- クリケット
- ラプター
- ラウンダーズ
- スティックボール
- シュラークバル

### 野球から派生した競技
- ソフトボール
- ペサパッロ
- ティーボール
- キックベースボール
- ハンドベースボール
- ラケットベースボール
- ロングベースボール
- 三角ベース
- ウィッフルボール
- カラーボール野球
- エクストリーム野球
- ヴィンテージベースボール
- BeeBall
- ベースボール5

### プラスチック野球
(この項目では主に球がプラスチック性の物で行う競技を取り上げる)
- キャップ投げ野球
- ピンポン野球

### 障害者向けに考案された競技
- グランドソフトボール
- 車いす野球
- 身体障害者野球